# Hatred Complete
Hatred Complete – split album, polskich grup muzycznych Ethelyn oraz Nemrod, wydany w 2006 roku własnym sumptem, na którym znalazły się cztery utwory zarejestrowane podczas sesji w będzińskim Mamut Studio. Realizacją tego nagrania zajął się Maciej Mularczyk.

## Lista utworów
Ethelyn
1. Life Abandoned
2. Yearnings (polish vocal version)
3. Traces Into Eternity
4. Bitter Song For The Dead

Nemrod
1. Voices In My Head
2. Crowd
3. Banality Of Evil
4. Shady Acres

## Twórcy
Ethelyn
- Morbid – perkusja
- Valdi – gitara
- Nameless – gitara
- Les – gitara basowa
- Mysth – wokal

Nemrod
- Michaś - gitara
- Salief - gitara basowa
- Beton - perkusja
- Robson - wokal
- Cannibal - gitara

Inni
- Radosław "Olsen" Grzybek – okładka